# سياسة (مبدأ)
السياسة (بالإنجليزية: Policy)‏ هي نظام متعمد من المبادئ التوجيهية لتوجيه القرارات وتحقيق نتائج عقلانية. السياسة هي بيان نوايا وتنفذ كإجراء أو بروتوكول. تتبنى السياسات بشكل عام من قبل هيئة حوكمة داخل المنظمة. يمكن للسياسات أن تساعد في اتخاذ القرارات الذاتية والموضوعية. عادة ما تساعد السياسات المستخدمة في صنع القرار الذاتي الإدارة العليا في اتخاذ القرارات التي يجب أن تستند إلى المزايا النسبية لعدد من العوامل، ونتيجة لذلك، غالبًا ما يكون من الصعب اختبارها بموضوعية، على سبيل المثال. سياسة التوازن بين العمل والحياة... علاوة على ذلك، فإن الحكومات والمؤسسات الأخرى لديها سياسات في شكل قوانين وأنظمة وإجراءات وإجراءات إدارية وحوافز وممارسات طوعية. في كثير من الأحيان، يعكس تخصيص الموارد قرارات السياسة.
السياسة هي مخطط للأنشطة التنظيمية التي هي متكررة/ روتينية بطبيعتها.
في المقابل، عادة ما تكون السياسات التي تساعد في صنع القرار الموضوعي عملية بطبيعتها ويمكن اختبارها بشكل موضوعي، على سبيل المثال. سياسة كلمة المرور.